# トピックマップ
トピックマップ（英: Topic Maps）は、情報のファインダビリティ（findability）に注目した、知識の表現と交換に関するISO標準。標準としての正式な番号は ISO/IEC 13250:2002。
トピックマップで情報を表す要素として、トピック（Topic、主題。人々/国/組織/ソフトウェアモジュール/個々のファイル/出来事など任意の概念を表す）、関連（Association。トピック間の関係を表す）、出現（Occurrence。トピックとそれに関わる情報リソース間の関係を表す）がある。多くの面でResource Description Framework、セマンティックネットワーク、概念地図、マインドマップに似ている。利用法にも共通点が多いが、主にW3Cによってウェブ標準として標準化されるセマンティック・ウェブ関連の技術に比べ、トピックマップだけが ISO によって標準化されている。

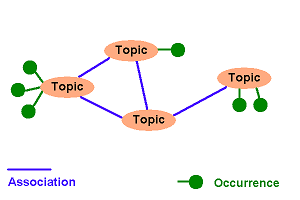

トピック、関連、出現には型付けが可能だが、型はトピックマップ作成者が定義しなければならず、トピックマップのオントロジーと呼ばれる。追加機能としてマージとスコープがある。マージによって、複数のソースから一貫した新しいトピックマップを自動生成できる。

## データフォーマット
トピックマップの交換用標準形式はXMLベースであり、XML Topic Maps (XTM) と呼ばれる。また、デファクトスタンダードのAPIとして Common Topic Map Application Programming Interface (TMAPI) があり、ISO内部で問い合わせ言語とスキーマ言語を開発中である。
仕様の要約には以下のように記されている（試訳）。

この仕様は、トピックを定義するのに使われた情報リソースとトピック間の関連（関係）の構造を表すモデルと文法を提供する。名前、リソース、関係は、トピックと呼ばれる抽象的主体の特性と言うことができる。トピックはそのスコープ（名前やリソースやそれらの関係が特性と見なされる制限されたコンテキスト）内に特性群を持つ。この文法を使用して相互に関連付けられた文書（群）をトピックマップと呼ぶ。

Linear Topic Map notation (LTM) というフォーマットは、通常のテキストエディタでトピックマップを簡単に書くための形式である。個人的に簡単なトピックマップを書いたり、電子メールで部分的トピックマップを交換するのに便利である。このフォーマットはXTMに変換可能である。
AsTMa というフォーマットも同様の用途に使える。こちらも簡単かつ簡潔にトピックマップを書くことができ、XTMに変換可能である。また、Perlモジュール TM は AsTMa や LTM を直接扱える。